# Carlos Heitor Cony
Carlos Heitor Cony (Rio de Janeiro, 14 de março de 1926 — Rio de Janeiro, 5 de janeiro de 2018) foi um jornalista e escritor brasileiro. Membro da Academia Brasileira de Letras (ABL) desde 2000, foi colunista do jornal Folha de S.Paulo e comentarista da rádio CBN de São Paulo.

## Biografia
Filho do jornalista Ernesto Cony Filho, considerado "obscuro", e de Julieta Moraes Cony, Carlos Heitor Cony cresceu no bairro de Lins de Vasconcelos, na zona norte do Rio de Janeiro. Foi considerado "mudo" pela família até os quatro anos de idade, quando pronunciou suas primeiras palavras reagindo a um barulho provocado por um hidroavião em Niterói. Por causa desse problema, que seria resolvido apenas quando o escritor tinha 15 anos em uma cirurgia, Cony foi alfabetizado em casa e estudou no Seminário Arquidiocesano de São José, no bairro carioca do Rio Comprido até 1945, abandonando-o antes da ordenação como padre. No ano seguinte, começou a cursar a Faculdade de Filosofia da Universidade do Brasil, mas interrompeu o curso em 1947, e teve sua primeira experiência como jornalista no Jornal do Brasil cobrindo férias de seu pai.
Trabalhou como funcionário público da Câmara Municipal do Rio de Janeiro até 1952, quando se tornou redator da Rádio Jornal do Brasil. Em 1955, começou a trabalhar na sala de imprensa da Prefeitura do Rio de Janeiro como setorista do Jornal do Brasil em substituição ao pai, que sofrera uma isquemia cerebral. No mesmo ano, escreve seu primeiro romance, O Ventre. Em 1956, inscreve a obra no Prêmio Manuel Antonio de Almeida, organizado pela Prefeitura. O júri do concurso considera o livro "muito bom", mas nega-lhe o prêmio por ser "forte demais". Em nove dias, escreve e inscreve um segundo livro, A Verdade de Cada Um, e ganha o concurso no ano seguinte. Outro livro de Cony, Tijolo de Segurança, ganharia o mesmo prêmio em 1958. Esses três livros iniciais do autor foram lançados em 1958, 1959 e 1960, respectivamente, pela editora Civilização Brasileira.

Carlos Heitor Cony autografa seu livro O ato e o fato em 1964

Em 1960, entrou para o jornal carioca Correio da Manhã na função de copidesque e editorialista. Entre 1963 e 1965, manteve uma coluna no jornal Folha de S.Paulo, revezando espaço com a poetisa Cecília Meirelles. Inicialmente tendo apoiado o golpe militar de 1964 que tirou João Goulart da presidência da república, Cony se arrependeu da adesão e rapidamente veio a opor-se abertamente ao golpe, sendo preso por seis vezes ao longo do regime militar. Como editorialista do Correio da Manhã, escreveu textos críticos aos atos da ditadura militar, que foram reunidos em um livro, O Ato e o Fato, lançado ainda em 1964. Pressionado pela posição política, acabou pedindo demissão do jornal.
| “ | Numa das seis prisões durante o regime militar, um coronel me perguntou por que eu escrevia tanta besteira no jornal em que então trabalhava. Dei razão a ele. Até hoje, acho que não fiz outra coisa. | ” |

Após responder oito processos, três inquéritos e ser preso seis vezes por “delito de opinião”, deixou o país em 1967, se auto-exilando em Cuba durante um ano ao ser convidado pelo governo cubano para participar do júri do Prêmio Casa de las americas. Quando voltou ao Brasil, no ano seguinte, foi convidado pelo empresário Adolpho Bloch para trabalhar nas revistas publicadas pela Bloch Editores. Durante boa parte do período em que esteve na Bloch, entre 1968 e 2000, deixou de lado a literatura de ficção. Publicou seu último livro ficcional em 1973, Pilatos. Dedicando-se quase que integralmente ao jornalismo, foi colunista, repórter especial e editor de publicações como Manchete, Desfile, Fatos&Fotos e Ele Ela.
Além de trabalhar na mídia impressa, Cony também foi diretor de teledramaturgia da Rede Manchete entre 1985 e 1990, tendo escrito os primeiros capítulos da primeira minissérie da emissora, Marquesa de Santos, o projeto da novela Dona Beija, e a ideia original de Kananga do Japão juntamente com Adolpho Bloch.
Em 1993, Cony foi convidado pelo jornalista Jânio de Freitas para voltar a escrever para a Folha de S.Paulo, assumindo a coluna "Rio", ocupada antes pelo escritor Otto Lara Rezende. A primeira coluna na Folha saiu em 14 de março daquele ano. Cony escreveu no jornal até a morte. Depois de 22 anos afastado da literatura de ficção, em 1995, lançou Quase Memória, livro que marcou seu retorno ao gênero e se tornou uma de suas obras mais famosas após vender mais de 400 mil exemplares, recebendo também o Prêmio Jabuti de 1996 na categoria Livro do Ano - Ficção.
Cony recebia polêmica pensão do governo federal em decorrência de legislação que autoriza pagamento de indenização aos que sofreram danos materiais e morais vitimados pela ditadura militar. O benefício, chamado de prestação mensal permanente continuada—para os críticos, de bolsa-ditadura --, foi aprovado pela Comissão de Anistia em 21 de junho de 2004, correspondendo à época em cerca de R$ 23 mil, que equivaleria ao salário que receberia no jornal caso não tivesse sido obrigado a se desligar. O valor mensal foi à época limitado a R$ 19 115,19, o teto do funcionalismo de então.
Em 2013, o escritor sofreu uma queda na Feira do Livro de Frankfurt, ocasionando a presença de um coágulo em seu cérebro. Debilitado pelo acidente e um câncer linfático que o acompanhava desde 2001, Cony morreu em 5 de janeiro de 2018, no Rio de Janeiro, devido a problemas no intestino e falência múltipla dos órgãos.

## Imortalda Academia Brasileira de Letras
Foi eleito para a cadeira 3 cujo patrono é Artur de Oliveira, em 23 de março de 2000, sendo o seu quinto ocupante. Foi recebido em 31 de maio do mesmo ano por Arnaldo Niskier.

## Obras[20]

### Romances
- 1958 - O Ventre
- 1959 - A Verdade de Cada Dia
- 1960 - Tijolo de Segurança
- 1961 - Informação ao Crucificado
- 1962 - Matéria de Memória
- 1964 - Antes, o Verão
- 1965 - Balé Branco
- 1967 - Pessach: A Travessia
- 1973 - Pilatos
- 1995 - Quase Memória
- 1996 - O Piano e a Orquestra
- 1997 - A casa do Poeta Trágico
- 1999 - Romance sem Palavras
- 2001 - O Indigitado
- 2003 - A Tarde da sua Ausência
- 2006 - O Adiantado da Hora
- 2007 - A Morte e a Vida
- 2022 - Paixão segundo Mateus

### Crônicas
- 1963 - Da Arte de Falar Mal
- 1964 - O Ato e o Fato
- 1965 - Posto Seis
- 1998 - Os Anos mais Antigos do Passado
- 1999 - O Harém das Bananeiras
- 2002 - O Suor e a Lágrima
- 2004 - O Tudo ou o Nada
- 2009 - Para ler na Escola

### Contos
- 1968 - Sobre Todas as Coisas - reeditado sob o título Babilônia! Babilônia!
- 1978 - Babilônia! Babilônia!
- 1997 - O Burguês e o Crime e Outros Contos

### Ensaios biográficos
- 1965 - Charles Chaplin
- 1972 - Quem Matou Vargas
- 1982 - JK - Memorial do Exílio
- 1985 - Teruz

### Jornalismo
- 1975 - O Caso Lou - Assim é se lhe Parece
- 1981 - Nos passos de João de Deus
- 1996 - Lagoa

### Cinema
- 1975 - A Noite do Massacre

### Infanto-juvenis
- 1965 - Quinze Anos
- 1977 - Uma História de Amor
- 1979 - Rosa, Vegetal de Sangue
- 1979 - O Irmão que tu me Deste
- 1986 - A Gorda e a Volta por Cima
- 1989 - Luciana Saudade
- 2002 - O Laço Cor-de-rosa
- 2014 - Vera Verão

### Adaptações
- 1971 - Ben-Hur - de Lew Wallace
- 1972 - A Ilha Misteriosa - de Júlio Verne
- 1972 - As Maravilhas do Ano 2000 - de Emilio Salgari
- 1972 - O Leão de Damasco - de Emilio Salgari
- 1972 - Os Meninos Aquáticos - de Charles Kingsley
- 1972 - Ali Babá e os Quarenta Ladrões - de As Mil e uma Noites
- 1972 - Simbad, o Marujo - de As Mil e uma Noites
- 1973 - Um Capitão de Quinze Anos - de Júlio Verne
- 1973 - Tom Sawyer Detetive - de Mark Twain
- 1974 - As Viagens de Tom Sawyer - de Mark Twain
- 1974 - O Diário de Adão e Eva - de Mark Twain
- 1974 - Taras Bulba - de Nikolai Gogol
- 1978 - Pinóquio da Silva - de Carlo Collodi
- 1980 - A Máscara de Ferro - de Alexandre Dumas, pai
- 1983 - O Livro dos Dragões - de Edith Nesbit
- 1983 - Crime e Castigo - de Fiódor Dostoiévski
- 1985 - Um Ianque na Corte do Rei Artur - de Mark Twai
- 1987 - O Califa de Bagdá - de As Mil e Uma Noites
- 1987 - Aladim e a Lâmpada Maravilhosa - de As Mil e Uma Noites
- 1989 - O Roubo do Elefante Branco - de Mark Twain
- 1998 - O Ateneu - de Raul Pompeia
- 1998 - O Primo Basílio - de Eça de Queirós
- 2000 - Memórias de um Sargento de Milícias - de Manuel Antônio de Almeida
- 2002 - A Dama das Camélias - de Alexandre Dumas, filho
- Sem Data - Moby Dick - de Herman Melville
- Sem Data - Viagem ao Centro da Terra - de Júlio Verne
- Sem Data - As Aventuras de Tom Sawyer - de Mark Twain
- Sem Data - Huckleberry Finn - de Mark Twain
- Sem Data - O Capitão Tormenta - de Emilio Salgari
- Sem Data - O Grande Meaulne - de Alain-Fournier

### Telenovelas
- [1964 - Comédia Carioca - direção de Antonino Seabra (TV Rio)
- [1984 - Marquesa de Santos - direção de Ary Coslov (o roteiro foi escrito por Wilson Aguiar Filho e com colaboração de Cony)

### Roteiros para o cinema
- 1973 - Os Primeiros Momentos - direção de Pedro Camargo
- 1975 - Intimidade - direção de Mike Sarne
- 1976 - Paranoia - direção de Antônio Calmon
- 1979 - Os Trombadinhas - direção de Anselmo Duarte (roteiro feito, também, por Pelé)

### Documentários
- 1983 - JK – 7 anos Sem a Sua Companhia (Rede Manchete)
- 1983 - JK – A Voz da História (Rede Manchete)
- 1984 - Vargas – A Vida e a História (Rede Manchete)

### Prefácios e introduções
- 1963 - A Chuva Imóvel - de Campos de Carvalho
- 1976 - A Cabana do Pai Tomás - de Harriet Beecher Stowe
- 1995 - Pente de Vênus - de Heloísa Seixas
- 1997 - O Horror Econômico - de Vivianne Forrester
- 1998 - Dupla Exposição: Stanislaw Ponte Preta - de Renato Sérgio
- 1998 - Mito em Chamas - de José Louzeiro
- 1999 - Ensaios Reunidos de Otto Maria Carpeaux - de Olavo de Carvalho (org.)
- 1999 - Balão: Paixão Inexplicável - de Odair Bueno e Ivo Patrocínio
- 1999 - Os Jornalistas - de Honoré de Balzac
- 1999 - Órfão de Tempestade - de Jason Tércio
- 1999 - Evangelho segundo João
- 2001 - A Fina Flor da Sedução - de José Louzeiro
- 2002 - Vidas dos Doze Césares - de Suetônio
- 2004 - Entre os Ossos e a Escrita - de Maitê Proença

### Com outros autores
- 1966 - “Ordem do Dia” - In: 64 D.C. (Antônio Calado, Marques Rebelo, Sérgio Porto, Hermano Alves)
- 1974 - “Por vós e por Muitos” - In: Contos (Clarice Lispector, Lygia Fagundes Telles, Rubem Fonseca, Sérgio Sant'Anna, Luís Vilela, Otto Lara Resende, José J. Veiga, Érico Veríssimo, Moacyr Scliar, Samuel Rawet, Leon Eliacha, Elsie Lessa e Adonias Filho)
- 2000 - “O Burguês e o Crime” - In: MORICONI, Ítalo (org.)
- 2001 - “Luxúria” - In: Os Sete Pecados Capitais (Guimarães Rosa, Otto Lara Resende, Lygia Fagundes Telles, José Condé, Guilherme Figueiredo e Mário Donato)
- 2001 - “Amar a Deus Sobre Todas as Coisas” - In: Os Dez Mandamentos (Jorge Amado, Marques Rebelo, Orígenes Lessa, José Condé, Campos de Carvalho, João Antônio, Guilherme Figueiredo, Moacir C. Lopes e Helena Silveira)

### Em parceria
- 2000 - O Presidente Que Sabia Javanês - com charges de Angeli

Marina
- 2001 - As Viagens de Marco Polo - com Lenira Alcure
- 2001 - O Mistério das Aranhas Verdes - com Anna Lee
- 2001 - Wolff Klabin: A Trajetória de um Pioneiro - com Sergio Lamarão e Rosa Maria Canha
- 2002 - O Mistério da Coroa Imperial - com Anna Lee
- 2003 - O Mistério das Joias Coloniais - com Anna Lee
- 2003 - O Crime Mais Que Perfeito - com Anna Lee
- 2003 - O Beijo da Morte - com Anna Lee, Editor Objetiva, 2003,ISBN 85-7302-572-7
- 2004 - O Mistério da Moto de Cristal - com Anna Lee
- 2005 - A Joia dos Reis – Ilha Grande - com Anna Lee
- 2005 - Liberdade de Expressão I e II - com Heródoto Barbeiro e Artur Xexéo
- 2007 - O Mistério Final - com Anna Lee
- 2007 - As Rapaduras são Eternas - com Anna Lee
- 2009 - O Monstro da Lagoa de Abaeté - com Anna Lee

## Edições estrangeiras[20]

### México
- Pessach: la travesia. tradução de Jorge Humberto Robles

### França
- Quasi-mémoires - tradução de Henri Raillard
- La traversée - tradução de Philippe Poncet

### Portugal
- Informação ao Crucificado
- Quase-memória

### Espanha
- Quase-memória

## Adaptações de suas obras[20]

### Para TV
- 1980 - Marina - adaptada por Wilson Aguiar Filho, baseado no romance Marina Marina,direção de Herval Rossano - Rede Globo

### Para o cinema
- 1968 - Antes, o Verão - direção e roteiro de Gerson Tavares
- 1968 - Um Homem e Sua Jaula - direção de Fernando Coni Campos e co-direção de Paulo Gil Soares; roteiro de ambos.
- 1975 - Você Tem Alguma Ideia Sobre a Ideia Que Pretende Ter? - roteiro de Antônio Moreno, Pedro Ernesto Stilpen e Olivar Luiz
- 2000 - Pilatos – Melopeia, Fanopeia & Logopeia, episódio V de Isabelle Trouxe Alguns Amigos - roteiro de Felipe Rodrigues, com a colaboração de Barbara Kahane e Patrick Pessoa
- 2014/2018 - Quase Memória - direção de Ruy Guerra e roteiro do diretor com a colaboração de Bruno Laet e Diogo Oliveira.

### Para o teatro
- 1988 - Pilatos - Peça de Mário Prata
- 1995 - Pilatos. Peça de Roberto Barbosa

## Prêmios[20]
- 1957 - Prêmio Manuel Antônio de Almeida - "A Verdade de Cada Dia"
- 1958 - Prêmio Manuel Antônio de Almeida - "Tijolo de Segurança"
- 1996 - Prêmio Machado de Assis - Conjunto da Obra
- 1996 - Prêmio Jabuti - "Quase Memória"
- 1996 - Prêmio Livro do Ano - "Quase Memória"
- 1997 - Prêmio Nestlé de Literatura Brasileira - "O Piano e a Orquestra"
- 1997 - Prêmio Jabuti - "A Casa do Poeta Trágico"
- 1997 - Prêmio Livro do Ano - "A Casa do Poeta Trágico"
- 1998 - Ordre des Arts et des Lettres
- 2000 - Prêmio Jabuti - "Romance sem Palavras"